# Myrmeleon (Myrmeleon) territorius
Myrmeleon (Myrmeleon) territorius is een insect uit de familie van de mierenleeuwen (Myrmeleontidae), die tot de orde netvleugeligen (Neuroptera) behoort. 
Myrmeleon (Myrmeleon) territorius is voor het eerst wetenschappelijk beschreven door New in 1985.